# Heidingsfeld
Heidingsfeld ist ein linksmainischer Stadtbezirk und gleichzeitig Stadtteil im Süden von Würzburg mit etwa 10.200 Einwohnern. Das ehemalige, vor der Eingemeindung 1930 bestehende, Stadtgebiet erstreckte sich vom Steinbachtal bis zum heutigen Stadtteil Heuchelhof. Die Einheimischen nennen ihren Ort im Dialekt Hätzfeld.

## Geschichte

Heidingsfeld und Würzburg. Matthias Merian in Danckerts Historis, 1642.

Urkundlich erwähnt wurde Heidingsfeld in einer Marktbeschreibung von 779. Ursprünglich soll der Name von „Hedans Feld“, also Stadt des thüringischen Herzogs Hedan kommen. Der Ort gehörte zur Würzburger Mark und ist seit dem Jahr 849 als Königsgut nachweisbar. Ludwig der Deutsche verschenkte den Ort an das Kloster Fulda, von dem es im 12. Jahrhundert an die Staufer kam. Im Jahr 1160 hatte das Kloster St. Burkard (Würzburg) in Heidingsfeld (und Leinach) „mit großer Mühe“ den Zehnt erworben. 1297 wurde Heidingsfeld von Adolf von Nassau an das Hochstift Würzburg verpfändet.
Im Jahr 1273 hatte der Bischof Hermann I. von Lobdeburg bestimmt, dass vor dem Nikolaustor lebende Beginen in Heidingsfeld ein Benediktiner-Kloster („Zum Paradies“) gründen sollten. In Heidingsfeld an der heutigen Wenzelstraße bestand seit dem 14. Jahrhundert das St. Nikolausspital, eine wohl als Stiftung für Arme angelegte Hospitalgründung Heidingsfelder Bürger. Für die dem heiligen Nikolaus geweihte Spitalkapelle stiftete der Dekan vom Würzburger Stift Haug, Conrad Minner, eine 1413 bestätigte Vikarie St. Peter und Paul. Im Jahr 1516 wurde der Spitalbetrieb eingestellt. Die Spitalkirche wurde unter Julius Echter wieder saniert. Wie im benachbarten Würzburg und anderen Städten gab es auch in Heidingsfeld Badestuben. So sind ein Bader namens „Sygel“ für das Jahr 1433 und der Bader „Hans Beckman in der Klinge“ ein Jahr später belegt.
1367 bekam Heidingsfeld die Stadtrechte verliehen. 1565 ließen sich aus Würzburg vertriebene Juden in Heidingsfeld nieder. Heidingsfeld wurde so zu einem wichtigen religiösen Zentrum der jüdischen Gemeinde und war vom frühen 18. Jahrhundert bis zur Verlegung des Rabbinats nach Würzburg 1814 Sitz des Oberrabbiners von Unterfranken. Im Zuge dessen wurde 1811 der Jüdische Friedhof in Heidingsfeld eingeweiht. Im frühen 19. Jahrhundert hatte Heidingsfeld nach Fürth die zweitgrößte jüdische Gemeinde im damaligen Königreich Bayern. Ein Siechenhaus ist ab etwa 1321 in Heidingsfeld nachgewiesen. Ab 1325 ist nach Daten der Gesellschaft für Leprakunde in Heidingsfeld ein mittelalterliches Leprosorium nachweisbar.
Die Schweden unter Gustav Adolf eroberten die Stadt im Dreißigjährigen Krieg.
Heidingsfeld war von 1367 bis 1929 eine eigenständige Stadt. Daher leitet sich die heutige umgangssprachliche Bezeichnung „Städtle“ (für den Heidingsfelder Altort) ab, da Heidingsfeld (1818 mit weniger als 500 dort lebenden Familien noch als „Stadt III. Klasse“ bezeichnet) quasi eine kleine Stadt in der großen Stadt Würzburg darstellt. Seit 1909 gab es Bestrebungen zur Anbindung Heidingsfelds an Würzburg. Nachdem der Würzburger Stadtrat am 28. März und 28. Oktober 1913 eine Eingemeindung mit knapper Mehrheit abgelehnt hatte, wurde Heidingsfeld am 1. Januar 1930 unter den Bürgermeistern Hans Löffler (Würzburg) und Max Schnabel (Heidingsfeld) auf Wunsch der Bürger nach einer Abstimmung nach Würzburg eingemeindet. Damit (vermehrt um 5700 Einwohner und 2466 Hektar Gemarkungsfläche) wurde Würzburg Großstadt. 1850 wurde in Heidingsfeld ein Krankenhaus errichtet. 1855 gründeten die Armen Schulschwestern eine Höhere Töchterschule und weiteten dann ihre Betreuungstätigkeit 1857 und 1867 auf zwei weitere Mädchenschulen sowie 1859 auf das Bezirkswaisenhaus aus. 1864 erhielt Heidingsfeld eine Feuerwehr.
1892 gründeten die Barmherzigen Schwestern im ehemaligen Zehnthof des Würzburger Adeligen Säkularkanonikerstifts St. Burkard ein städtisches Altersheim.
Von 1912 bis 1913 entstand die evangelische Pfarrkirche St. Paul.
In der Reichspogromnacht wurde 1938 durch die Nationalsozialisten die Synagoge, zentraler Bezugspunkts der Heidingsfelder Juden, um 2:30 Uhr in Brand gesetzt und zerstört. Am 16. März 1945 wurden bei dem schweren britischen Luftangriff auf Würzburg 85 % des Ortes stark beschädigt, so auch das Pfarrhaus, in welchem der Heidingsfelder Arzt und weltbekannte Japanforscher Philipp Franz von Siebold und seine Mutter gewohnt hatten. Am 2. April erreichten, drei Tage vor der Kapitulation Würzburgs, amerikanische Truppen Heidingsfeld.
Während der Amtszeit des Bischofs Matthias Ehrenfried (1924 bis 1948) wurde das vom Verein Arbeitsgemeinschaft für karitative und soziale Aufgaben der katholischen Pfarrgemeinde Heidingsfeld getragene „Werkinghaus“ eingerichtet. Es handelt sich dabei um das erste kirchliche Gemeindehaus im heutigen Stadtgebiet von Würzburg.
Am 18. Juli 2016 ereignete sich ein Anschlag in einer Regionalbahn bei Würzburg, der in Heidingsfeld mit der Erschießung des Attentäters endete.
Die seit 1979/1980 geplante Umgestaltung des Rathausplatzes wurde mit dem Spatenstich am 11. Oktober 2018 begonnen und mit der Übergabe an die Bürger am 11. Dezember 2019 beendet. Durch die Umgestaltung wurden eine neue Verkehrsführung sowie größere Flächen für Fußgänger eingeführt.

## Ortsteile

### Altstadt
Der Altort ist im Wesentlichen das Gebiet innerhalb der Stadtmauer und wird im Volksmund als „Städtle“ bezeichnet (im Gegensatz zur „Stadt“, mit der gemeinhin die Würzburger Innenstadt gemeint ist).

### Lehmgrubensiedlung
Die Lehmgrubensiedlung ist eine Wohnsiedlung am Hang des „Blosenbergs“ nordöstlich der Eisenbahnstrecke Würzburg–Lauda-Königshofen. Dort existiert kaum mehr Einzelhandel, es bestehen jedoch gute Verkehrsanbindungen in die Innenstadt von Würzburg.
In den 1930er Jahren bauten die Bürger erste Siedlerhäuschen mit großem Gartengrundstück in Eigenleistung. Hierbei wurden zunächst die Häuser von allen gemeinsam erbaut und anschließend unter den zukünftigen Bewohnern verlost. So wurde sichergestellt, dass sich niemand beim Bau der Häuser übervorteilte. 1932 hatte in der Heidingsfelder Lehmgrube, unterstützt durch ein Darlehen von Bernhard Kupsch, der eigentliche Siedlungsbau mit sechs Doppelhäusern begonnen. Die großen Gärten der früher auch Kupsch-Siedlung genannten neuen Siedlung waren notwendig, um genug Lebensmittel anbauen zu können, da als Folge der Weltwirtschaftskrise viele Bewohner verarmt waren. Unter Oberbürgermeister Theo Memmel wurde die Lehmgrubensiedlung von 1933 bis 1936 weiter ausgebaut. Die Gemeinnützige Baugesellschaft, deren Hauptgesellschafter die Stadt Würzburg war, errichtete im Jahr ihrer Gründung 1934 am Lehmgrubenweg vier Häuser mit 24 Kleinwohnungen. 1937 entstand in der Lehmgrubensiedlung das als Modellprojekt konzipierte erste „Hitler-Jugend-Stammheim“ Würzburgs.
1957 war die Einweihung der katholischen Pfarrkirche Zur Heiligen Familie.
In den 1960er und 1980er Jahren folgte die Erschließung weiterer Baugebiete und seit den 1990er Jahren begannen nochmals rege Bautätigkeiten.

### Katzenberg
Der Ortsteil Katzenberg erstreckt sich östlich der Eisenbahnlinie Würzburg–Lauda-Königshofen bzw. südwestlich der Eisenbahnlinie Würzburg–Ansbach am Hang des Katzenbergs und Kirchbergs. Wie die Lehmgrubensiedlung ist der Katzenberg ein reines Wohngebiet.

## Sehenswürdigkeiten
Die Heidingsfelder Stadtmauer ist nahezu vollständig erhalten.

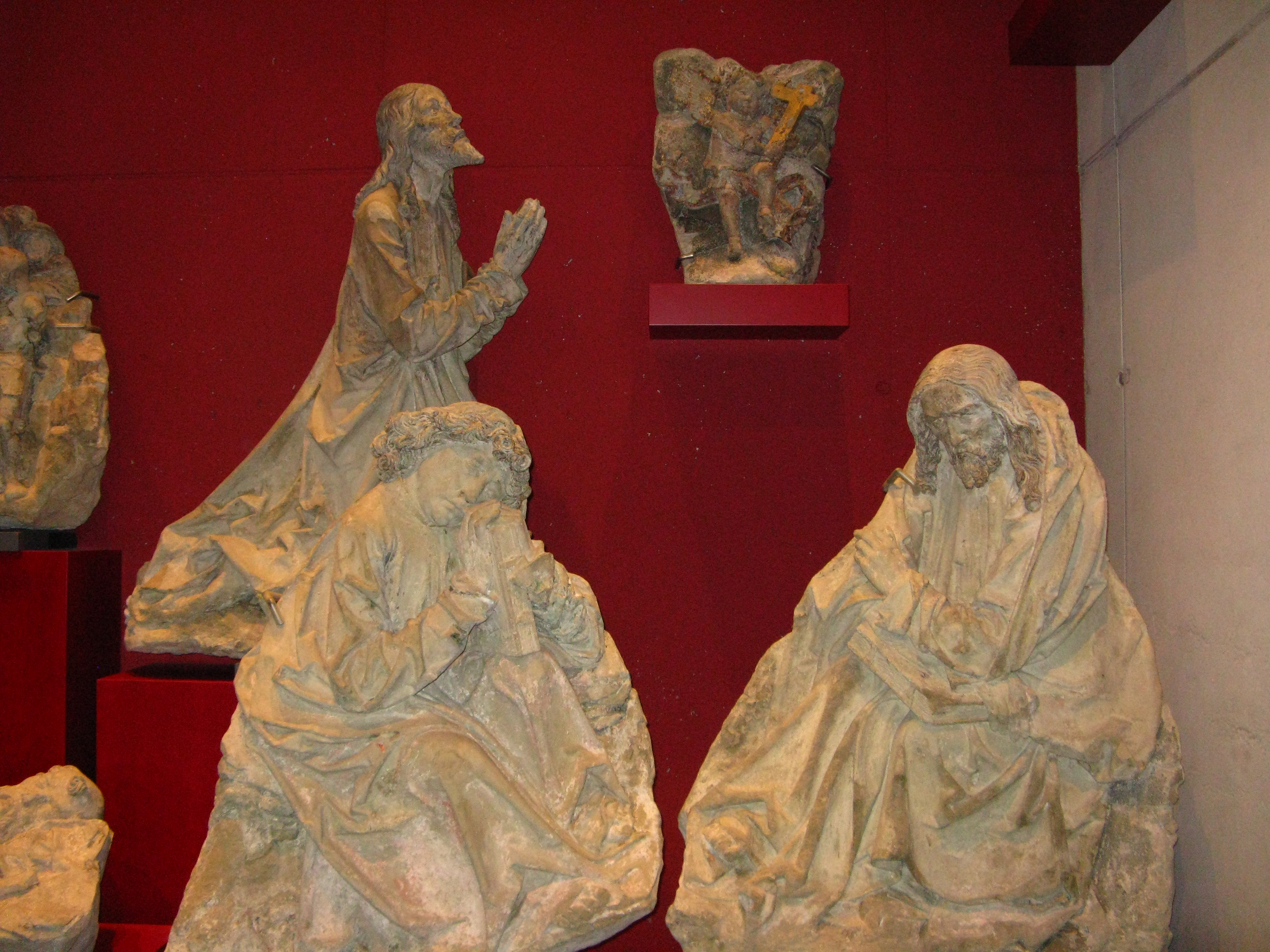
Ölberggruppe aus der Werkstatt von Riemenschneider (ca. 1510). In der Kirche St. Laurentius in Heidingsfeld. Ursprünglich am Friedhof in einer offenen Kapelle, 2006 restauriert und in Seitenkapelle aufgestellt.

An die Sage vom „Giemaul“, der bei der Belagerung der Stadt den Belagerern für Geld einen geheimen Eingang in die Stadt gezeigt haben soll, wird mit einer Fratze an der Front des Rathauses erinnert, wenn diese jeden Tag um 12 Uhr den Mund öffnet, um den Verrat darzustellen. Ferner soll der Verräter versucht haben, den Bürgermeister durch Gift töten zu lassen.
Die katholische Pfarrkirche aus dem 12. Jahrhundert wurde bis auf den Turm im Krieg zerstört. Der Neubau (H. Schädel) stammt aus der Zeit um 1950. Ein Chorbogenkruzifix und eine Ölberggruppe aus der Werkstatt von Riemenschneider sind erwähnenswert.
1987 wurde in Heidingsfeld ein Banater Brauchtums- und Trachtenpuppenmuseum eröffnet.

## Vereine
An das „Giemaul“ wird auch in der Faschingsgilde Giemaul erinnert, denn schon zur Zeit der Eroberung waren viele Heidingsfelder Bürger der Meinung, dass eine Eroberung nicht abzuwenden war. Durch das Öffnen des Tors tat „Giemaul“ der Stadt den Gefallen, die Zerstörung durch die Belagerer zu umgehen.
SV Heidingsfeld 1919, TG 1861 Heidingsfeld, Im Jahr 1899 wurde in Heidingsfeld der Radfahrverein „Concordia“ gegründet.

## Verkehr
Im öffentlichen Personennahverkehr wird Heidingsfeld von den Linien 3 und 5 der Straßenbahn Würzburg sowie von mehreren Buslinien bedient. Der Bahnhof Würzburg-Heidingsfeld Ost an der Bahnstrecke Treuchtlingen–Würzburg wird seit 2022 wieder im Stundentakt bedient, nachdem der Personenverkehr in den 1980er-Jahren eingestellt worden war. Der Bahnhof Würzburg-Heidingsfeld West an der Frankenbahn soll 2026 wieder für den Personenverkehr in Betrieb genommen werden.

## Söhne und Töchter des Ortes
- Georg Pock (* um 1495; † 1529) Kaufmann in Südindien
- Paulus I. Zeller († 1563), Abt von Kloster Ebrach
- Anton Bayr (sp. 1716–1792), Orgelbauer
- Georg Franz Wiesner (1731–1797), katholischer Theologe und Hochschullehrer in Würzburg
- Friedrich Julius Stahl (1802–1861),  Rechtsphilosoph, Jurist, preußischer Kronsyndikus und Politiker
- Johann Joseph Roßbach (1813–1869), Jurist, Philosoph und bayerischer Landtagsabgeordneter
- Siegfried Haenle, geboren als Samuel Haenle (1814–1889), Jurist, Schriftsteller und Regionalhistoriker
- Michael Weber (1827–1885), deutsch-schweizerischer Braumeister, Geschäftsführer der Brauerei Wädenswil
- Michael Joseph Rossbach (1842–1894), Mediziner (Pathologe, Pharmakologe und Hochschullehrer).
- Max Rosenheim (* 26. Juni 1849 in Heidingsfeld; † 5. September 1911 in Hampstead, London), Weinhändler, bedeutender Sammler von Renaissance-Medaillen
- Franz Scheiner (1847–1917), Verleger für Postkarten
- Karl Rügemer (1856–1916), Herausgeber und Redakteur
- Michael Balling (1866–1925), Bratschist und Dirigent
- Felix Freudenberger (1874–1927), Buchhändler, Politiker (SPD), Mitglied des Bayerischen Landtags
- Emil Popp (1897–1955), Reichstagsabgeordneter, SS-Brigadeführer, Regierungspräsident in Chemnitz und Köslin
- Ildefons Maria Dietz (1913–2000), römisch-katholischer Ordenspriester und im Widerstand gegen das NS-Regime
- Hubert Frohmüller (1928–2018), Urologe und Hochschullehrer
- Kurt Klühspies (* 1952), Handball-Weltmeister von 1978
- Dirk Nowitzki (* 1978), Basketballspieler, NBA-Meister 2011
- Carsten Lichtlein (* 1980), Handball-Nationaltorhüter, Weltmeister 2007
- Ludwig Martin Jetschke (* 1989), Organist, YouTuber und katholischer Referendar für das gymnasiale Lehramt.